# Franco Agostini
Pour les articles homonymes, voir Agostini.
Franco Agostini né le 8 mars 2000, est un joueur argentin de hockey sur gazon. Il évolue au poste d'attaquant à Lomas et avec l'équipe nationale argentine.

## Carrière
- Débuts en U21 en novembre 2021 pour la coupe du monde U21 2021.
- Débuts en équipe première le 24 avril 2022 contre l'Afrique du Sud à Buenos Aires dans le cadre de la Ligue professionnelle 2021-2022[2].

## Palmarès
- : 1er à la coupe du monde des moins de 21 ans en 2021[3].